# René Le Roy
Pour les articles homonymes, voir Le Roy.
René Le Roy (Maisons-Laffitte, 4 mars 1898 Épinay-sur-Orge, 3 janvier 1985), parfois René LeRoy ou René Leroy, est un flûtiste et un pédagogue français. Et professeur de Magali Le Roy.

## Biographie
René Le Roy est né en 1898 à Maisons-Laffitte. Ses parents jouent tous deux de la musique en amateurs, son père la flûte et sa mère le piano. C'est son père qui commence son éducation dès 1906. En 1916, il étudie avec Adolphe Hennebains, Léopold Lafleurance et Philippe Gaubert au Conservatoire de Paris, d'où il sort diplômé en 1918.
En 1922, il fonde le Quintette instrumental de Paris avec flûte, harpe et trio à cordes. Plusieurs compositeurs écrivent pour l'ensemble, notamment Albert Roussel (Sérénade pour flûte, harpe, violon, alto et violoncelle opus 30), Vincent d'Indy (Suite, opus 91), Joseph Jongen et Cyril Scott.
De 1952 à 1968, René Le Roy est flûte solo au New York City Opera Orchestra, et jusqu'en 1971, professeur de musique de chambre au Conservatoire de Paris. Parmi ses élèves, on trouve Christine Alicot, Juho Alvas, Thomas Brown, Susan Morris DeJong, Geoffrey Gilbert (en), Bassam Samba et Magaly Le Roy.

## Écrits
Traité de la flûte, historique, technique et pédagogique. Paris, Éditions musicales transatlantiques, 1966. 103p.  — avec Claude Dorgeuille pour le chapitre sur la respiration et Martial Lefèvre pour celui sur la fabrication de l'instrument.